# Gigantorhynchida
Ordre

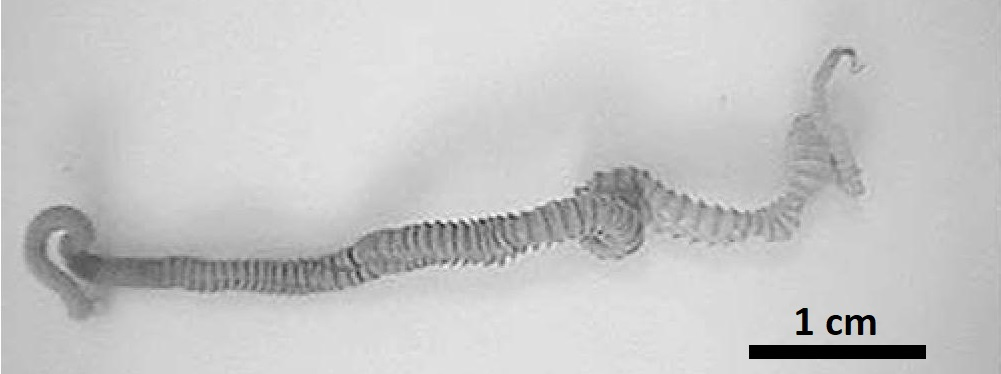
Gigantorhynchida

Les Gigantorhynchida, parasites, à l’état adulte, du tube digestif des Oiseaux et des Mammifères terrestres. Les embryophores sont disséminés dans le milieu extérieur par les selles. Ils sont ingérés par des Insectes terrestres (Dictyoptères, Isoptères, Coléoptères Ténébrionides), qui servent d’hôtes intermédiaires (les formes larvaires de ces Helminthes se trouvent dans le corps adipeux). Les hôtes d’attente sont des Oiseaux ou des Mammifères. Ces deux Classes de Vertébrés comptent également des animaux qui peuvent jouer le rôle d’hôtes accidentels.
Taille du corps généralement grande avec pseudo-segmentation régulière du tronc très fréquente. Canaux principaux du système lacunaire dorsal et ventral, unis par des anastomoses transversales. Proboscis se rétractant en doigt de gant (sauf chez Moniliformis), soit en totalité, soit partiellement. Le rostre est allongé et porte des files longitudinales de crochets. Dans la partie supérieure, il s’agit de crochets vrais à racines bien développées ; dans la partie inférieure, d’épines à racines rudimentaires (sauf dans le genre hyperspécialisé Apororhynchus, où le proboscis est sphérique et ne porte que des épines, mais très nombreuses, disposées selon de nombreuses spires.
Réceptacle inséré soit à la base du proboscis, soit dans le rostre lui-même. Paroi musculaire du réceptacle très souvent modifiée (pas de réceptacle chez Apororhynchus). Lemnisci longs, contenant quelques noyaux géants sphéroïdaux. Protonéphridies absentes ou rudimentaires. Toujours huit glandes cémentaires contenant un seul noyau géant sphéroïdal.
Il ne comprend qu'une seule famille :
- Gigantorhynchidae Hamann 1892[2]